# بگداد (تاسمانی)
بگداد (به انگلیسی: Bagdad) یک شهرک در استرالیا است که در تاسمانی واقع شده‌است.